# Osaka翔Gangs
OSAKA翔GANGS（おおさかしょうぎゃんぐす、2006年4月結成）は、主に関西を拠点に活動するアイドルグループ。吉本興業の子会社であるS.A.B.カンパニー（ステージ&アーツブレインズカンパニー）内に作られた、なにわっく@みゅーじっくに所属。「ご当地アイドル殿堂入り」。
浪花の元気なお祭り娘をコンセプトに『大阪わっしょい!』でデビュー。メンバーは各々タレントや司会者、女優としても活動。愛称は「翔ギャン（しょうぎゃん）」

## メンバー

### 現在のメンバー
| 名前                   | 出身地 | 誕生日         | 血液型 | 身長  |
| ---------------------- | ------ | -------------- | ------ | ----- |
| miRay（みれい）        | 兵庫県 | 1998年10月14日 | AB型   | 155cm |
| 田村もえ（たむらもえ） | 大阪府 | 2003年5月22日  | A型    | 150cm |

### メンバー形態
第1期
- erico
- Kajyu
- NoN
- KoNyo
- Yow（リーダー）
- Mariko
- Mari
- Asami
- Nakko
- Joy
- Yori

第2期（新加入第2期メンバー：Miyuu、Asuka、Chee、Micro、Yuka、ANN）
- erico
- Kajyu
- NoN
- KoNyo
- Yow（リーダー）
- Miyuu
- Asuka
- Chee
- Micro
- Yuka
- ANN

第3期（新加入第3期メンバー：Yu-Co、Nodoka、moe）
- erico
- Kajyu（リーダー）
- NoN
- Yu-Co
- Nodoka
- moe
- Asuka
- Chee
- Yuka
- ANN

第4期
- erico（リーダー）
- NoN
- Yu-Co
- Nodoka
- Chee
- ANN

第5期（新加入第4期メンバー：ma.U、YURINA）
- erico（リーダー）
- Yu-Co
- Nodoka
- Chee
- ma.U
- YURINA

第6期
- erico（リーダー）
- Yu-Co
- Nodoka
- Chee
- YURINA

第7期（新加入第5期メンバー：Orin）
- erico
- Nodoka
- Chee
- Orin（リーダー）

第8期（新加入第6期メンバー：MiZUKi）
- erico
- Nodoka
- Orin（リーダー）
- MiZUKi

第9期（新加入第7期メンバー：miRay）
- erico
- Orin（リーダー）
- MiZUKi
- miRay

第10期（新加入第8期メンバー：Airi、Sakura）
- erico
- Orin（リーダー）
- MiZUKi
- miRay
- Airi
- Sakura

第11期
- erico（リーダー）
- miRay
- Airi
- Sakura

第12期（新加入第9期メンバー：田村もえ）
- erico（リーダー）
- miRay
- Airi
- Sakura
- 田村もえ

第13期
- miRay（リーダー）
- Airi
- 田村もえ

第14期
- miRay（リーダー）
- 田村もえ

## 来歴

### 2006年
- 11月：1stシングル「大阪わっしょい!」をリリース。関西を中心に路上ライブや各種ライブイベントなどを中心に活動。

### 2007年
- 8月：MRP ストリート ミュージシャン フェスタ 2007 グランプリ受賞[2]。
- 11月：ポッキー&プリッツはじける選手権 グランプリ受賞。

### 2008年
- 7月：新世界のルナストリートで、レギュラーイベントをスタート。

### 2009年
- 1月：新世界PR大使就任。2ndシングル「SHINSEKAI」が、新世界町会連合会の公認曲（イメージソング）となり、TV・CM・イベントなどで新世界のPR活動を積極的に展開する[3]。

### 2010年
- 7月：初の冠ラジオ番組「OSAKA翔GANGSのやんちゃ de CHA! CHA! CHA!」（FMキタ）放送開始[4]

### 2011年
- 5月：OSAKA翔GANGS主演の新世界の街を舞台にした映画「SHINSEKAI〜あなたの愛を見つける街」公開。[5]。
- 11月：ご当地アイドルNo1.決定戦「U.M.U AWARD2011」の近畿地区大会にて近畿地区代表になる。
- 12月：ご当地アイドルNo1.決定戦「U.M.U AWARD2011」の決勝大会出場。

### 2012年
- 4月：なんばHatch、大阪城音楽堂、Zepp なんばといった大きいホールのステージに立つ。
- 5月：U.M.U AWARDスピンオフイベント「U.M.Uご当地アイドルフェスティバル 〜ジモラブNo.1決定戦〜」出演。
- 8月：TOKYO IDOL FESTIVAL出演

### 2014年
- 5月：シングル「A to Z」（2013年4月発売）がゲームセンターにあるコナミの大人気音楽ゲーム「BEMANI」シリーズに登場[6]。
- 7月：ブログがダイヤモンドブログのオフィシャルブログになる。
- 8月：フジテレビ「うますぎるアイドルは誰だ！？歌がうまいアイドル日本一決定戦真夏の生放送スペシャル!」（8月30日放送）の出場者に選ばれる[7]。
- 9月：Zeppなんばにて開催された「天下一音楽会」の第2回関西大会にて優勝。
- 12月：マカオで行われた「国際アニメフェア」に出演。ご当地アイドルNo1.決定戦「U.M.U AWARD2014」の近畿地区大会にて近畿地区代表に選出、決勝大会出場。

### 2015年
- 1月：新メンバー募集として「スカウト大作戦」をダイヤモンドブログと実施。[8]
- 5月：「スカウト大作戦」より新メンバーとしてma.U加入。NoNとAnnが卒業。
- 7月：テレビ朝日の音楽番組musicるTV内企画「愛踊祭」にて2次審査を逆転通過。関西地区代表決定戦へコマを進める。[9]。
- 8月：「スカウト大作戦」より新メンバーとしてYURINA加入。Yu-Coがスカパー!「NO1歌姫決定戦〜第一回夢のステージで歌えるコンテスト〜」の1次審査を通過。[10]。
- 11月：9周年記念ライブを京橋ISMにて満員の中開催。初のベスト・アルバム発売。

### 2016年
- 1月：結成10周年記念ワンマンライブ（なんばHatch）11月1日開催決定の旨を発表。
- 9月：
  - カモン!EXPO大作戦!!（FM OSAKA）出演。
  - ノーマライゼーションBeautiful 沖縄〜世界で一番美しい島〜（中野サンプラザ）出演。
- 10月：
  - 藤川貴央のモーニングライダー（ラジオ大阪）出演。
  - 「水都大阪フェス2016〜水辺のにぎわい3days!in中之島」ライブ出演。
  - 桂春蝶のバタフライエフェクト（ラジオ関西）出演。
- 11月：
  - デビュー10周年ワンマンライブ周年突破 DA TOUR2016 ロード・オブ・ザ・Hatch〜みんなDEわっしょい!（なんばHatch）開催。結成10年を迎え日本ご当地アイドル活性協会より『ご当地アイドル殿堂入り』認定される。
  - 「まだまだ座長!もうすぐ座長?〜茂造の青春時代!パワーアップで再演!〜」（なんばグランド花月）出演。
  - ひがよど祭り[11] ライブ出演。
  - ソラトニワ梅田「劇場魂スペシャルシート」（ソラトニワラジオ）出演。
- 12月：
  - アクトレス〜そして誰もいなくなった〜（近鉄アート館）出演。
  - ナインモール九条[12] からのMerry X'mas2016出演。
  - 嘉門達夫世相を笑い飛ばすツアー2016出演。
  - スパワールド「2016カウントダウン&ビンゴ大会」出演。

### 2017年
- 1月：
  - OSAKA DEEP STREET〜スナックだるま〜（FM OH!）にレギュラー出演。
  - 十日戎 戎舞台 にて道頓堀の戎橋の特設ステージにてライブ出演。
  - 嘉門達夫新春初笑い 世相を笑い飛ばすツアーニューイヤースペシャル出演。
  - 新世界・新春振る舞い酒参加。
- 3月：
  - スパワールド・ハチミツロウリュウの広告モデルに起用。
  - MATSUBARA DANCE FESTA2017出演。
  - クリエイターがヒラメイター!ダ・ヴィンチの遺伝子（朝日放送）出演。
- 4月：
  - 結成11周年ワンマンライブ　OSAKA翔GANGS presents みんなDEわっしょい!〜結成日+1ver.〜開催（OSAKA RUIDE[13]）。
  - 2016年に近畿2府4県を駆け巡った「10周年突破 DA TOUR2016 ロード・オブ・ザ・Hatch〜みんなDEわっしょい!」ツアーファイナルとして2016年11月1日になんばHatchにて行われたライブがDVD化・発売。
  - 第4回アイドルソロクイーンコンテスト関西地区予選にYu-Coがエントリー。
  - ナインモール九条商店街[12] 祭イベント出演。
  - 茂造の絆（よしもと祇園花月）出演。
  - ma.U卒業。
- 5月：FOOD SONIC2017 出演。
- 6月：
  - 茨木市文化復興財団第211公演 嘉門タツオLIVE in 茨木〜祝!市制70周年前年祭出演。
  - スパワールドライブ出演。
- 7月：
  - 栃木県で開催された1st日光100kmウルトラマラソンに盛り上げ隊として出演。
  - 神戸・生活文化センター35周年記念イベント「嘉門タツオライブ カモ〜ン!エブリバディー」出演。
  - 新世界夏祭り出演。
  - 天神祭出演。
  - とんぼりLIVE出演。
- 8月：
  - ご当地アイドルPARK!（岐阜CLUB ROOTS）ライブ出演。
  - とんぼりLIVE出演。大阪ウォーターパーク イベントステージにてライブ出演。
  - 嘉門タツオ トーク&ライブ出演。
- 9月：
  - 株式会社レデイ薬局CMにYu-Co出演。
  - 奈良健康ランド[14] 桃源郷にてライブ出演。
- 10月：
  - 笑う門には福来る!福崎で笑おう 嘉門タツオライブ!!出演。
  - 奈良健康ランド[14] にてライブ出演。
  - 道頓堀リバーフェスティバル2017ライブ出演。
- 11月：
  - デビュー11周年ワンマンライブOSAKA翔GANGS presents みんなDEわっしょい！〜デビュー11周年だよ♪〜開催。
  - ひがよど祭り[11] ライブ出演。
  - 全日本プロレス ゼウス祭り出演。
- 12月：
  - 音楽劇「チンチン電車と女学生」（東京芸術劇場プレイハウス）出演。
  - ナインモール九条商店街[12] ナインモール九条からのMerry X'mas2017出演。
  - 嘉門タツオ時代を斬る!ツアー2017〜2018顔面蒼白歌合戦出演。

### 2018年
- 奈良健康ランド[14] 水鉄砲バトル盛り上げ隊」に就任。
- 1月：
  - 十日戎 戎舞台 にて道頓堀の戎橋の特設ステージにてライブ出演。
  - 新世界・新春振る舞い酒参加。
- 2月：奈良健康ランド[14] 桃源郷にてライブ出演。
- 3月：
  - 演劇集団 ザ・ブロードキャストショウ プロデュース公演 我愛你（アカルスタジオ）
  - 裏にっぽんばし路地スティックライブ出演。
  - スナックだるま特別編〜ありがとう、いときん。（FM OH!)出演。
- 4月
  - 奈良健康ランド[14] 桃源郷にてライブ出演。
  - OSAKA翔GANGS presentsみんなDEわっしょい!〜新体制発表〜にてYu-Co、YURINAが卒業。
  - 明治安田生命J1リーグ第6節 ガンバ大阪VSヴィッセル神戸戦Gステージにてライブ。
- 4月：
  - ナインモール九条商店街[12] イベント 出演。
  - 茂造の夜芝居 10周年記念公演「ひみつの茂造」（よしもと祇園花月）出演。
- 5月：
  - ABETEN STREET BUTTERFLY2018出演。MiZUKi加入。
  - Ameba TV 全日本パリピ選手権 大阪大会 出演。
- 6月：
  - 劇団往来[15] 第48回公演。
  - 安楽兵舎V.S.O.P（大阪ビジネスパーク円形ホール） 出演。
- 7月：
  - LINELIVE企画BRUSH UP TV 出演。
  - SOYOKAZE ONE MAN LIVE2018〜Potential〜＠なんばHatch バックダンサーにてerico、Nodoka、Orin出演。
  - 新世界夏祭り出演。
  - 天神祭出演。
- 8月：
  - 第30回記念大会　なにわ花火大会FM OH!スペシャルステージ出演。
  - ご当地アイドルPARK!夏祭り〜平成30年大阪府北部地震復興支援イベント〜（岐阜県 円徳寺）ライブ出演。
  - 日本女子プロ野球リーグ・アイドルサマーフェスティバル2018（京セラドーム大阪）[16] 出演。
  - 奈良健康ランド[14] にてライブ「盆Fes」に出演。
  - 道頓堀ガールズシアター第3週〜SF・テレポーテンション編「妄想バンザイ!」〜ライブ出演。
  - 道頓堀ガールズシアター第4週〜夏の妄想編「真夏のキセキ!」〜ライブ出演。
  - 九条東盆踊り大会出演。
  - ナインモール九条商店街[12] みんなが主役!わすれられない思い出 子供まつり2018出演。
- 9月：大阪憲法ミュージカル2018公演「憲法のレシピ」Orin、MiZUKi出演。
- 10月：OSK日本歌劇団、桜花昇ぼる主演の歌劇「ジャンヌダルク ジュテームを君に」（サンケイブリーゼホール）erico、Nodoka、Orin、MiZUKi出演。
- 11月：
  - デビュー12周年ワンマンライブ　OSAKA翔GANGS presents みんなDEわっしょい！〜デビュー12周年だよ♪〜開催。
  - 第3回照らせ!ひがよど祭り[11] 2018ライブ出演。
- 12月：
  - 劇団往来 49回公演「H2O〜フクロオオカミにおける進化論について〜」（近鉄アート館）erico、Nodoka、MiZUKi出演。
  - 嘉門タツオデビュー35周年to還暦〜HEY浄土〜顔面蒼白歌合戦!!出演（NHK大阪ホール）。

### 2019年
- 1月：
  - 奈良健康ランド[14] 桃源郷にてライブ出演。
  - 嘉門タツオデビュー35周年to還暦〜HEY浄土〜顔面蒼白歌合戦!!出演。（東京 Mt.RAINIER HALL SHIBUYA PLEASURE PLEASURE[17]・名古屋 ボトムライン）
  - 十日戎 戎舞台 にて道頓堀の戎橋の特設ステージにてライブ出演。
  - miRay加入。
  - ご当地アイドル活動暦ランキング全国10位。関西では1位になる。
- 2月：
  - 奈良健康ランド[14] 桃源郷にてライブ出演。
  - 劇団往来[15] のお芝居「伝言〜待ち合わせの場所〜」（波切ホール 大ホール）出演。
- 3月：
  - マツバラダンスフェスタ2019に総合司会として出演。ステージラストは松原市のダンスチーム総勢100名と松原わっしょいを披露。
  - 裏にっぽんばし路地スティックライブ出演。
  - 必殺仕事人2019（テレビ朝日） Orin、MiZUKiが武家娘役で出演。時代劇でU.S.A.を踊っていると話題になる。
  - バタフライエフェクト（ラジオ関西）出演。
  - マミーがゾッ婚〜親が推す最高の相手〜（中京テレビ[18]）ericoが最終まで残り選出。
- 4月：
  - BRUSH UP TV 3rdSEASON SPECIAL LIVE （LINELIVE）当日のイベントにて脅威の追い上げ、3位入賞する。
  - clearance Dream the radio（ソラトニワラジオ）出演。
  - 結成13周年ワンマンライブ　OSAKA翔GANGS presents みんなDEわっしょい!〜翔ギャン×平成13/31〜開催。
  - ナインモール九条商店街[12]「令和元年感謝祭イベント」出演。
  - 毎週月曜日、LINELIVEにて「翔ギャン先生に学ぶんです。」の配信スタート。
- 5月：
  - 木村三恵のアイドルパラダイス（ラジオ関西）出演。
  - 定期ライブ＃翔ギャン祭vol.1〜ノドカーニバル〜 開催（LIVE HOUSE Rumio）。
  - Nodoka卒業。
  - 第10回 J-GREEN SAKAI FESTIVAL出演。
- 6月：
  - 中西清起・小林佳則の熱血!!ゴルフ塾！（サンテレビ）出演。
  - ばんばひろふみ!ラジオ・DE・しょー!（ラジオ関西）erico出演。
  - 創立35周年・劇団往来[15]第50回記念公演「ナイル殺人事件」（大阪ビジネスパーク円形ホール）erico、Nodoka出演。
- 7月：
  - JOY to KINKIフェスタライブ出演。
  - 奈良県葛城市で開催されたJ-POP限定のど自慢大会にて総合司会、ライブ出演。
  - 定期ライブ＃翔ギャン祭vol.2 〜わっしょい DE サマー〜開催。（LIVE HOUSE Rumio）Airi、Sakuraが研究生として加入。
  - 公益財団法人日本少年野球連盟ボーイズリーグ[19] 盛り上げ隊に就任。応援ソングが息吹に決定。
  - 石田純一のシネマに乾杯（ABCテレビ） erico出演。
- 8月：
  - おおきにアリーナ舞洲で開催された第47回日本少年野球選手権大会開会式出席。
  - だから私は推しました（NHK大阪）OSAKA翔GANGSとして出演。
  - 奈良健康ランド[14] 桃源郷にてライブ出演。
  - 九条東盆踊り大会出演。
  - ナインモール九条商店街[12]「みんなが主役！こどもまつり2019」出演。
- 9月：
  - おおきに祭り〜アイドルライブ〜出演。
  - 松原市セーフコミュニティ活動報告会出演。
  - 大阪城公園 太陽の広場で開催されたテレビ大阪主催のYATAIフェス！に出演。
  - 定期ライブ＃翔ギャン祭vol.3〜Sステ2019秋〜 開催。（LIVE HOUSE Rumio）
  - The Osaka Festival fringe ライブ出演。
  - 第9回関西演芸しゃべくり話芸大賞にmiRay出演。奨励賞受賞。
- 10月：
  - 梨田いづみのふりぃだむ☆れでぃお（FMちゃお/fm79.2）公開収録出演。
  - 桂春蝶ちょうちょ結び（ラジオ関西）出演。
  - 日本橋商店街活性化イベント 第７回 裏にっぽんばし路地スティック出演。
  - 石田純一のシネマに乾杯（ABCテレビ） MiZUKi、miRay出演。
  - 淡路佐野球場で開催された第49回 日本少年野球秋季大会開会式に出席。
- 11月：
  - デビュー13周年ワンマンライブ レジェンドerico presents みんなDEわっしょい!〜翔ギャン革命〜開催。
  - 定期ライブ＃翔ギャン祭vol.4〜アイドル?そんなもんやない!うちらOSAKA翔GANGSです!〜 開催。（LIVE HOUSE Rumio）
- 12月：
  - ナインモール九条[12] からのMerry X'mas2019出演。
  - 劇団往来[15] 創立35周年 第3弾 劇団往来第52回公演「アイバノ☆シナリオ」（近鉄アート館）にerico、MiZUKi、miRay出演。
  - 嘉門タツオ 祝☆還暦 顔面蒼白歌合戦!!年末スペシャル（オリックス劇場）にオープニングアクトとバックダンサーで出演。「朝生ワイド す・またん!」内で作られた楽曲「やってみなはれ!知らんけど」（作詞：嘉門タツオ、作曲：キダ・タロー）の振付をericoが担当。ゲストはキダ・タロー、山田雅人、押尾コータロー、森たけし。

### 2020年
- 1月：
  - 嘉門タツオ 祝☆還暦 顔面蒼白歌合戦!!〜新春スペシャル出演。（東京 Mt.RAINIER HALL SHIBUYA PLEASURE PLEASURE[17]・名古屋 ボトムライン）
  - 奈良健康ランド[14] 桃源郷にてライブ出演。
  - 十日戎 戎舞台 にて道頓堀の戎橋の特設ステージにてライブ出演。
  - ロックスチャリティーイベント「頑張ろう大阪!そして届けよう!」 出演。
- 2月：
  - 放送芸術学校専門学校のYouTubeチャンネル「ミックステレビジョン」出演。
  - 奈良健康ランド[14] にて館内のお子様にチョコレートを配るイベント「３時のおやつパレード」イベントに出演。
- 3月：
  - 新型コロナウイルス感染拡大防止の為イベントやライブは自粛。
  - MiZUKi・Orin卒業。
- 4月：
  - 結成14周年ワンマンライブ OSAKA翔GANGS presents 祝☆結成14周年〜革命からの挑戦〜開催予定だったが新型コロナウイルスの感染拡大防止の為、同年11月に延期。
- 8月：
  - オンライン配信イベントIdol Cloud/Comedy Cloud出演。
  - おおきに祭「おおきに音楽祭」出演。（舞洲アリーナ）
- 9月：第9回関西演芸しゃべくり話芸大賞にmiRay出演。奨励賞受賞。 11月：
  - 閻魔堂沙羅の推理奇譚 第2話（2020年11月7日NHK）[20] Airi、Sakuraが女子高生役で出演。
  - 14周年記念イベントライブ Go to Anniversary 15th 〜 Over the 翔ギャン History 〜開催。
  - 「ナインモール九条商店街こどもまつり2020 GoToこどもまつり!GoTo商店街!」総合司会、パフォーマンス出演。

### 2021年
- 1月：15周年盛り上げ企画!祝!レジェンドerico〜リモートDE生誕祭〜を誕生日当日に開催。
- 2月：六畳間のピアノマン[21] 第4回（2021年2月27日 NHK）erico、miRay、Airi、Sakura出演。
- 3月：
  - 大阪府松原市で開催の松原ダンスフェスタに総合MCで出演。
  - 田村もえ加入。
- 4月：
  - 劇団往来 第53回公演 「ヴェニスの商人」（近鉄アート館）田村もえ出演。
  - なにわ人形芝居フェスティバル（開山堂）人形劇ピノキオ erico、miRay、Airi、Sakura出演。
  - 中西清起・小林佳則の熱血!!ゴルフ塾!（サンテレビ）出演。
  - 関西!トーク&ソングス（インターネットラジオ レディオ・バルーン）miRay、Airi出演。
  - OSAKA翔GANGS15周年目突入!!〜翔ギャン history keeps going on 〜無観客生配信にて開催（日本橋ポルックスシアター）。
- 5月： レディオバルーンにてレギュラー番組「OSAKA翔GANGS もりあげNight」スタート。
- 8月：cheers! 2021「Cheers! park」出演（大阪城野外音楽堂）。
- 9月：第10回関西演芸しゃべくり話芸大賞にmiRay・Airi・田村もえ出演。miRayが昨年に引き続き2年連続奨励賞受賞。
- 10月：「ナインモール九条商店街こどもまつり2021みんなが主役!がんばろう九条!」総合司会、パフォーマンス出演。
- 11月：
  - OTPとんぼりリバークルーズ　ゲスト隊長企画で乗船。
  - 活動20周年記念事業 演劇集団ザ・ブロードキャストショウ15周年記念公演「マネーアラウンドザワールド」出演（スペース9）。
  - 15周年記念2DAYSLIVE「Legend erico presents 翔ギャン15祭～みんなでわっしょーい!〜」「Legend erico presents erico勇退します。～みんなでかんぱーい!～」開催（OSAKA RUIDO）。1日目は現役メンバー、2日目はOGメンバー＋ericoのライブ。この2日間を以て、結成時より活動していたericoが勇退。
- 12月：活動20周年記念事業　劇集団ザ・ブロードキャストショウ15周年記念公演「マネーアラウンドザワールド」出演。

### 2022年
- 3月：
  - 関西電気保安協会WEB-CM「彼と、私と、関西電気保安協会」シリーズ 第2話「友と、私と、関西電気保安協会」田村もえ出演。
  - 大阪府松原市で開催の松原ダンスフェスタ総合MCで出演。（無観客配信）
  - 劇団往来第54回公演「マクベス」田村もえ出演。
  - Sakura卒業。
- 7月：大阪・関西万博開催1000日前記念イベント!!大阪ミナミ夏祭り2022&中央区にぎわいスクエアに出演。
- 8月：
  - 道頓堀盆おどりインターナショナルにて「2025年関西万博会場でみんなで盆おどりを踊ろう！」プロジェクト「盆踊りin EXPO2025」の実現にむけた楽曲「夢洲音頭」を披露。振付は全日本民踊指導者連盟副会長の石橋輝夫。
  - 「ナインモール九条商店街こどもまつり2022 みんなが主役!がんばろう九条!」総合司会、パフォーマンス出演。
- 10月：
  - 新型コロナウイルス感染症の影響で公演が延期されていた大阪憲法ミュージカル2020公演「憲法のレシピ」（クレオ大阪中央）出演。
  - miRay生誕祭イベント 24ちゃいバースデー miRayちゃんずBAR開店です!!開催。（PENNY LOAFERS）
- 11月：
  - 音楽劇「チンチン電車と女学生」（広島JMSアステールプラザ中ホール）出演。
  - デビュー16周年記念LIVE「XVIsion〜君の信じる道をゆこう〜」（北堀江vijon）開催。
  - AIri卒業。
- 12月：「ナインモール九条商店街クリスマスパーティー2022〜地域に笑顔を!〜商店街に元気を!」総合司会、パフォーマンス出演。

### 2023年
- 2月：翔ギャンOG LIVE 帰ってきた、お祭り娘。〜みんなで同窓会〜（amHALL）にシークレット出演。
- 3月：大阪府松原市で開催の松原ダンスフェスタに総合MCで出演。
- 3月：ミュージカル「Welcome home」（クレオ大阪南）出演。
- 4月：劇団往来第55回公演「十二夜」（近鉄アート館）田村もえ出演。

## エピソード
全楽曲の音楽プロデューサーとして松田純一を迎えている。
プロレスラーのウナギ・サヤカもメンバーのひとりであった。初期メンバー全員、ウナギが通っていたダンス専門学校の生徒である。
メンバーは、地方のさまざまなキャラクターショーやイベントの司会をこなし、映画やCM、ドラマにも出演している。
公式YouTubeチャンネルでは「大阪観光地でわっしょい！」と言うタイトルでメンバーが大阪の様々な観光地で様々な格好に扮しながら本気で歌って踊っている。
活動資金は様々アルバイトをかけもちして賄っており、そのうちの一つとしてYu-Coはティッシュ配り、Nodokaはマクドナルド（バイト歴10年で社員に勧められる）、ANNとNoNは遊園地のお化け屋敷のお化け役、ericoはスナックで働いている。
スカパー!「うますぎるアイドルは誰だ!?歌がうまいアイドル日本一決定戦真夏の生放送スペシャル！」の予選で、他のアイドル達が格好良く歌い上げる中、1台のカメラを固定してそこに各々が100円均一で購入した雨合羽にガムテープを貼った衣装を着て自らフレームインする「1カメショー」で勝負、℃-uteとまなみのりさに逆転勝利し決勝進出。その際、審査員のつるの剛士から「根が深いアイドル界の雑草組」と言われる。
NoNとYukaは2009年から2014年にかけてお笑いコンビ「ツンデレラ」としても活動し、2012年には関西演芸しゃべくり話芸大賞本戦進出を果たした。
2014年9月「今夜くらべてみました」の「渡部プロキャスティングSP」にて、渡部建がオススメする女性陣の1組として100円均一の雨合羽で作った衣装を着て登場、演者からイジられる。
2015年8月「musicるTV」の「愛踊祭特集」にて、綾小路翔が同じ翔がつくので絶対に応援しないでおこうと思ったが、パフォーマンスがすごく良かったと褒められる。そして、一緒にいたヒャダインからもパフォーマンスが良かったと褒められる。
2016年から嘉門タツオのライブにてオープニングアクト、バックダンサーとして出演。
2016年大阪の老舗メーカー 粟新 とコラボし、グッズ商品に粟おこしを販売。実際にメンバーが工場まで出向き袋詰めを行っている。味はきな粉味。
2016年9月、「No.1歌姫決定戦 ～第1回夢のステージで歌えるコンテスト～」の放送にて、東野幸治と山里亮太から大阪のアイドルの悪いところが全て出てるとイジられる。
2018年から奈良健康ランド のプールエリアにて水鉄砲バトル盛り上げ隊としてプールに遊びに来た子供達とモンスターを倒すイベントに参加。食事施設、桃源郷にてライブパフォーマンスを披露している。
2018年万博が大阪に決定してほしいとの想いを込めて万博が大阪に決定する前から「万博わっしょい」を歌い続け11月に大阪で万博大阪2025 の開催が決定する。
2019年7月日本少年野球連盟 ボーイズリーグ盛り上げ隊に就任し開会式などに出席。ボーイズリーグの応援ソングが当時CD化されていなかった 息吹に決定。11月にCD発売。同じく7月、初の現役高校生が加入し平均年齢が一気に下がる。初期メンバーericoのあだ名が「レジェンド」になり新人育成やプロデューサーとしても活動開始。
2020年公式 TikTok を開設。4月粟新 とのコラボ商品 「翔ギャンOKOSHI」のCM動画 をYoutubeで配信。同じく4月新型コロナウイルス感染拡大防止、緊急事態宣言中は活動が出来なくなりその期間はLINELIVE配信をメンバーが毎日交代で行う。YouTubeの配信もメンバーが企画し毎週月曜日に公開。8月 LINELIVE中にAiriの絵の下手さがバレるが何故か好評になりAiriの絵の缶バッジがグッズになり完売する。
2021年1月 初のオンラインイベント「15周年盛り上げ企画!祝!レジェンドerico〜リモートDE生誕祭〜」12時間体制で企画。ericoが年内で勇退することを発表。
2021年2月、4月4日開催の第25回なにわ人形芝居フェスティバルに出演の旨を発表。初の人形劇に挑戦。2月、ワンマンイベント4月27日開催の旨を発表。タイトルはOSAKA翔GANGS15周年目突入!!〜翔ギャン history keeps going on 〜」日本橋・ポルックスシアターで開催。

## ディスコグラフィ

### シングル
1. 大阪わっしょい!（2006年発売）
  - デビュー・シングル
2. SHINSEKAI 〜あなたの愛を見つける街〜（2008年発売）
  - 新世界タイアップソング。
3. SHOWギャン音頭（2009年発売）
  - 新世界タイアップソング第2弾。
4. Special Island（2010年発売）
5. ポジ女子宣言（2011年12月25日発売）
6. A to Z（2013年4月発売）
7. ワチャゴナ☆ドゥ/万博わっしょい（2018年11月発売）
8. 息吹/大阪わっしょい！-Say Hallo☆令和ニッポン-（2019年11月発売）

### アルバム
1. Colored Songs（2006年発売）
  - 1stアルバム。
2. Colored Songs（再プレス）（2007年発売）
  - 1stアルバム・新メンバーによるジャケ変更盤。
3. Show must go on 〜10周年突破 DA ベスト〜（2015年発売）
  - 新曲を1曲追加した初のベスト・アルバム。

### 再プレスシングル
1. 大阪わっしょい!（再プレス）（2007年発売）
新メンバーによるジャケ変更盤。

### 発売中止シングル
1. フォーミュラわっしょい!（発売中止）（2006年発売）
タイアップはモバイルキャスト、フォーミュラ日本。

### 未発売楽曲
- 九条わっしょい
  - ナインモール九条商店街 のオリジナル曲。
- 松原わっしょい
  - 大阪府松原市を盛り上げる楽曲。
- SO-DA
  - 嘉門タツオが作詞し、恋も仕事も頑張る女性に向けた応援歌。
- 夢洲音頭
  - 「2025年関西万博会場でみんなで盆おどりを踊ろう!」プロジェクト「盆踊りin EXPO2025」の実現にむけた楽曲

### タイアップ
1. 夜の青空（2006年発売　1stアルバムColored Songs収録曲。）
  - KBS京都テレビ「京スポ -SPORTS NEWS ENTERTAINMENT-」オープニングテーマソング

## メディア出演

### テレビ
- おはようコールABC（ABCテレビ）
- musicるTV（テレビ朝日）
- NO1歌姫決定戦〜第一回夢のステージで歌えるコンテスト〜（スカパー!）
- 今夜くらべてみました（日本テレビ）
- うますぎるアイドルは誰だ!?歌がうまいアイドル日本一決定戦真夏の生放送スペシャル!（フジテレビ）
- ケンコバノバコバコTV（サンテレビ）
- さんまのSUPERからくりTV（TBSテレビ）
- めざましてれび（フジテレビ）
- おはよう朝日です（ABCテレビ）
- アンカー（関西テレビ）
- あほやねん!すきやねん!（NHK大阪）
- 水野真紀の魔法のレストランR（毎日放送）
- たかじん胸いっぱい（関西テレビ）
- せやねん!（MBSテレビ）
- 関西魂（テレビ大阪）
- あっぷ&UP!（関西テレビ）
- 必殺仕事人2019（テレビ朝日）
- マミーがゾッ婚〜親が推す最高の相手〜（中京テレビ）
- 中西清起・小林佳則の熱血!!ゴルフ塾!（サンテレビ）
- だから私は推しました（NHK大阪）
- 石田純一のシネマに乾杯（ABCテレビ）
- 閻魔堂沙羅の推理奇譚（NHK大阪）
- 六畳間のピアノマン（NHK大阪）

### ラジオ
レギュラー番組
- Osaka 翔 Gangs のやんちゃ de CHA CHA CHA（エフエムキタ）
- カモン!EXPO大作戦!! （FM OSAKA）
- OSAKA翔GANGS もりあげNight（インターネットラジオ レディオ・バルーン）

### その他
- Mashup!（FM OSAKA）
- Gimu STUDIO（ラジオ大阪）
- かとうあいおともだちらじお（ソラニワ）
- 秋休の Street Radio（FM OSAKA）
- ISHIKAWA TALK RUNNING（FM OSAKA）
- Mr.シンの夢語人〜ドリームトーカー〜（ラジオ大阪）
- バタフライエフェクト（ラジオ関西）
- clearance Dream the radio（ソラトニワラジオ）
- 木村三恵のアイドルパラダイス（ラジオ関西）
- ばんばひろふみ！ラジオ・DE・しょー!（ラジオ関西）
- 梨田いづみのふりぃだむ☆れでぃお（FMちゃお/fm79.2）
- 桂春蝶ちょうちょ結び（ラジオ関西）
- りえてぃんの愛アイドルミーてぃんグ!!!（エフエムあまがさき）
- 関西!トーク&ソングス（インターネットラジオ レディオ・バルーン）

### 映画
- 「SHINSEKAI〜あなたの愛を見つける街」（2011年4月19日公開） - ※主演

## 作品

### 写真集
1. Dear My Friends（2007年発売）
  - デジタル写真集